# Hilton Hotels & Resorts
Hilton este unul dintre cele mai cunoscute rețele hoteliere din întreaga lume.
Conrad Hilton a deschis primul său hotel în Cisco, Texas în 1919.
În prezent (noiembrie 2009), lanțul numără peste 3.400 de hoteluri în întreaga lume, cu peste 550.000 camere în total.

## Hilton în România
În România, grupul este prezent prin cele două hoteluri, Athenee Palace Hilton Bucharest, deschis în 1997 în București, și Hotelul Hilton din Sibiu, deschis prin franciză în iulie 2009.
Cel de-al treilea hotel Hilton din România, care se construiește în prezent la Oradea, va fi inaugurat în septembrie 2010, iar investiția, aparținând companiei Calipso, se ridică la circa 15 milioane euro.
Lanțul hotelier Hilton vrea să deschidă alte 25 de hoteluri în România, în umătorii cinci ani, prin contract de management sau prin franciză, în orașe precum Cluj, Timișoara, Brașov, Iași, Craiova și Arad.